# Andrés González-Blanco
Andrés González-Blanco (Cuenca, 1886-Madrid, 1924), novelista, poeta y crítico literario español, hermano del filósofo, escritor y traductor Edmundo González-Blanco, del periodista y escritor Pedro González-Blanco y de la escritora Dolores González-Blanco.

## Biografía
Nació accidentalmente en Cuenca un 21 de agosto, según la fuente de 1886 o 1888. Era hijo de un inspector de enseñanza del mismo nombre que ejercía ahí (un profesor de instituto, gramático y escritor), su familia era asturiana y provenía de Luanco, donde pasó su primera infancia. El padre, maestro de escuela, se trasladó con su familia a Ciudad Real, donde falleció. Eso obligó a la madre y a sus ocho hijos a ir a Madrid. Algo después Andrés ingresó en el Seminario Conciliar de Oviedo, donde pasó diez años; lo abandonó en 1903 falto de vocación. Se licenció en Filosofía y Letras en la Universidad Central de Madrid y estuvo algún tiempo en París, donde trabajó para los hermanos Garnier, y en México con uno de sus hermanos, el periodista. Desempeñó diversos cargos en la sección de literatura del Ateneo madrileño y colaboró en las principales revistas literarias de la España de su época. 

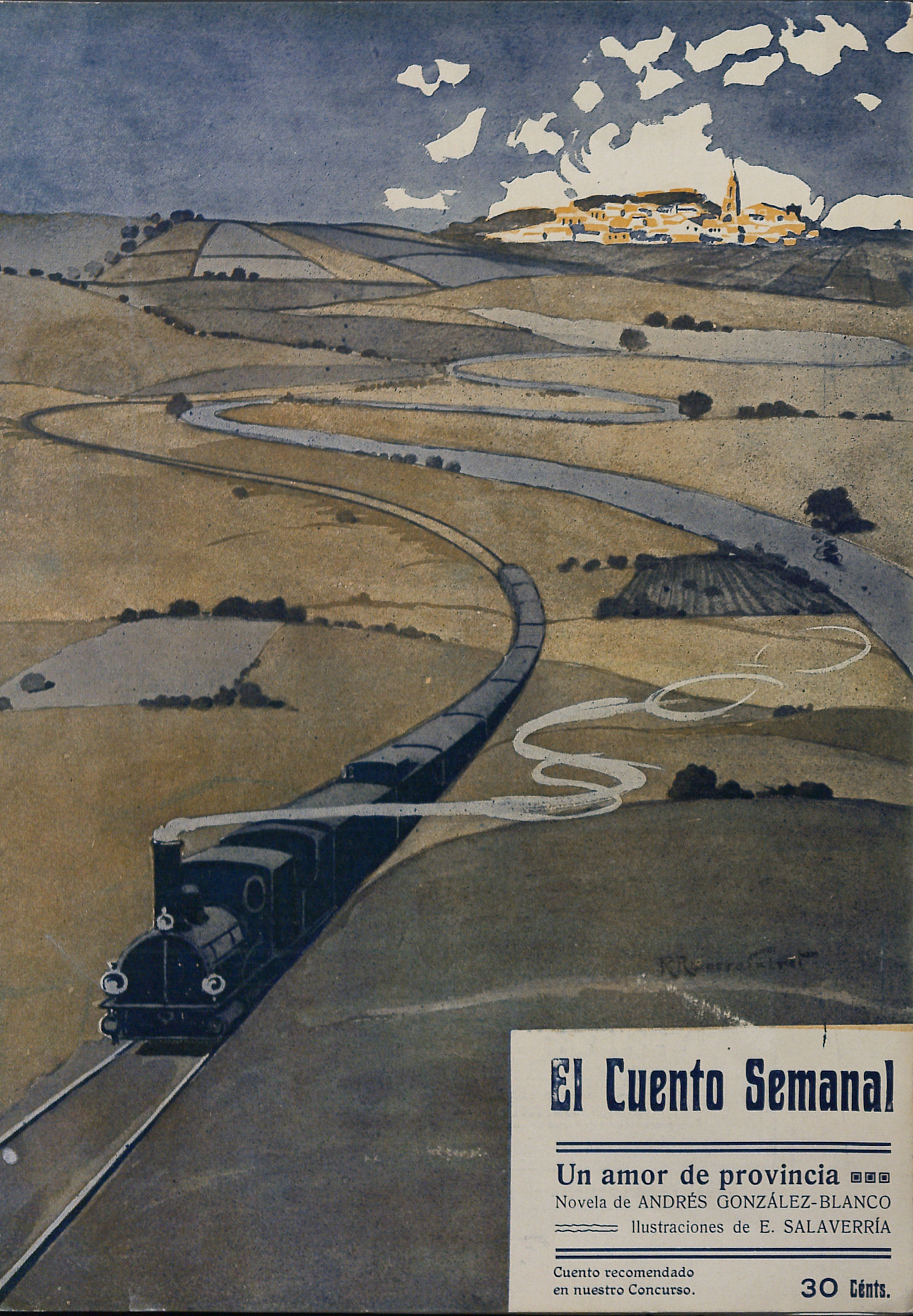
Un amor de provincia, n.º 100 de la serie El Cuento Semanal (27 de noviembre de 1908)

Fue un crítico generoso, pero minucioso e infatigable, de amplia pero algo desordenada erudición, y se preocupó de promocionar a los jóvenes españoles e hispanoamericanos. Destacó entre los principales de su tiempo, estudiando de forma equilibrada y con penetración muchos y diversos aspectos de la literatura española e hispanoamericana. Su obra principal y más recordada al respecto son los tres volúmenes de Los contemporáneos. También preparó ediciones antológicas de la obra de Ramón de Campoamor y Pío Baroja, y de las Obras completas de Rubén Darío (Madrid, Ediciones de la Librería Sucesores de Hernando, 1910). Contribuyó extraordinariamente a la difusión de la literatura portuguesa en España con estudios y traducciones (en especial de José María Eça de Queiroz), y vertió al español la obra de Edgar Allan Poe y de Stendhal, además de haber tenido una gran influencia como poeta en la lírica mexicana según el Premio Nobel de Literatura Octavio Paz. Como poeta se inscribe en la estética del modernismo, pero obtuvo sus mayores éxitos en la novela, donde no flaqueó ni en estilo, ni en lenguaje, ni en caracterizar a sus personajes, ni en invención, ni en estructura; permanece sin embargo injustamente olvidado. Compuso gran número de novelas cortas para las colecciones Los Contemporáneos, La Novela Semanal, La Novela de Bolsillo o La Novela Corta. Rafael Cansinos Asséns le retrató conmiserativa, pero tal vez algo envidiosamente en La novela de un literato:

Pobre Andresín, tan cortés, tan amable, tan cargado de erudición bajo su frivolidad aparente, tan laborioso, no obstante vérsele por todas partes cortejando modistillas y montando en los tiovivos de las verbenas… Cierto que lo hacía todo a la diabla, y escribía al correr de la pluma sin tiempo para corregir… y dialogando al par con los amigos en los cafés… De ahí que para muchos fuese un erudito a la violeta…

La siguiente cita corresponde a la descripción que de él hace Rafael Cansinos Assens en el tomo II de La novela de un literato en el capítulo titulado Andrés González-Blanco y sus amigos:

El sabihondo crítico, cuyos artículos incrustados de citas políglotas son el asombro de la grey literaria, el Menéndez Pelayo en agraz, es un chico simpático, amable, al que todo el mundo llama Andresito o Andresín (...) Un jovencito pequeño de estatura, que trata de empinarse y parecer persona mayor, pero que en el fondo conserva aires de adolescente y aun de niño. Luce un bigotillo negro, gasta bastón y guantes, cuello de pajarita, chalinas y sombrero blando. Para hablar se yergue a la altura de su interlocutor. Si en sus escritos puede parecer pedante, en su vida mundana afecta una elegante frivolidad.

Falleció el 21 de octubre de 1924 en Madrid y fue enterrado en el cementerio de la Almudena. Su archivo y biblioteca se encuentran en depósito en la Biblioteca de Asturias Ramón Pérez de Ayala (Oviedo) y en su mayoría están disponibles al público y a la investigación.
Actualmente tiene junto a sus hermanos una calle en Luanco, localidad asturiana del concejo de Gozón, llamada Hermanos González Blanco.

## Obras

### Novela
- El veraneo de Luis Fanjul, 1909.
- El Castigo, 1909.
- El Culpable, 1909.
- La eterna historia, 1910.
- Doña Violante, 1910.
- Matilde Rey, 1911.
- Julieta rediviva, 1912.
- El paraíso de los solteros, 1916.
- Brisas de ultramar, 1916.
- Mademoiselle Milagros, 1918.
- La sacrificada, 1918.
- El misterio de La Moncloa, 1918.
- La pobre Odette, 1919.
- Las frívolas y las perversas, 1920.
- Flor de Cantabria, 1920.
- Historia de un cuerpo bonito, 1920.
- El crimen de la rue Pigalle, 1921.
- Los postres del banquete, 1922.
- El fado del Paço d'Arcos, 1922.
- El americanín del automóvil, 1922.
- Regalo de reyes, 1923.
- María Jesús, casada y mártir, 1923.
- La juerga triste, 1923.
- Alma de monja. Novela de la vida provinciana, 1924.

### Poesía
- Poemas de provincia y otros poemas (1910); reimpreso modernamente por Andrés Trapiello (Comares, 1999).
- Horas de ausencia, inédito.

### Traducción
- Paseos por Roma, de Stendhal 1919.

### Crítica literaria
- Los contemporáneos, 1907, 1910 y 1911, tres vols.
- Los grandes maestros: Salvador Rueda y Rubén Darío, 1909.
- Historia de la novela contemporánea en España desde el Romanticismo a nuestros días;, 1909, premio del Ateneo de Madrid.
- Elogio de la crítica (ensayos diversos). Madrid: Librería de los Sucesores de Hernando, 1911.
- Armando Palacio Valdés: juicio crítico de sus obras.
- Marcelino Menéndez y Pelayo, 1912.
- Campoamor, estudio biográfico y crítico, 1912.
- Los dramaturgos españoles contemporáneos, Valencia: Cervantes, 1917.
- periñal, 1918.

### Cuentos
- En el convento de Santa Clara (escrito expresamente para Castilla), Castilla, revista regional ilustrada, n.º 2 (1918)